# Giovanni Orsina
Giovanni Orsina, né le 31 décembre 1967 à Rome, est un historien, politologue et journaliste italien. Ses principaux domaines de recherche et d'enseignement sont l'histoire des partis politiques, l'histoire comparative des systèmes politiques européens et l'histoire du journalisme.

## Biographie

### Universités
Après l'obtention d'un doctorat en histoire contemporaine de l'Italie,, à l'université de Rome III, selon sa notice biographique publiée sur le site de l'Institut culturel italien de Montréal, il enseigne l'histoire contemporaine aux universités de Bologne, de L'Aquila et de La Sapienza,,.

### Professorat
En 1997-1998, il est chercheur invité au St Antony's College d'Oxford,,.
En 2004, il est professeur invité en France à l'Institut d'études politiques de Paris, et à l'École normale supérieure de Cachan en 2006,,.
Professeur ordinaire d'histoire contemporaine à la Libera Università Internazionale degli Studi Sociali,,, (LUISS) de Rome, il y enseigne dans le premier master de relations internationales en anglais à partir de l'année académique 2010-2011.
Il est une nouvelle fois invité à l'Institut d'études politiques de Paris par le département d'histoire du 21 mai au 21 juin 2012.

### Directorat
Durant l'année universitaire 2008/2009, il est directeur du nouveau Master dans le programme d'Études européennes de l'université Luiss. Il est également directeur adjoint de la Luiss School of Government (en), la nouvelle école supérieure affiliée à cette même université dont l'objectif vise à former et préparer l'accès des étudiants à des fonctions publiques internationales.
Depuis le 28 novembre 2012, il fait partie du conseil d'administration de la Fondazione Luigi Einaudi,,, dont il est directeur scientifique pour les études politiques et économiques,.

### Journalisme
Il est, selon le Berliner Morgenpost, un « expert » de Berlusconi.
Ses points de vue sont cités dans la presse internationale — Al Jazeera, Arab News, Bloomberg TV,, China Daily,, Xinhuanet, La Estrella de Panamá (en), Euronews, Le Figaro, Financial Times,,, Folha de S.Paulo, Il Foglio, Frankfurter Allgemeine Zeitung,, The Gazette,, The Guardian, The Irish Times, Kurier, El Nacional, The New York Times, Ottawa Citizen, The Times,, TV2000 (it), — ou lors de colloques universitaires. Il a également été chroniqueur au quotidien il Giornale et au journal Il Mattino de Naples.

## Polémiques
En 2010, alors que Giovanni Orsina était membre du comité de rédaction de la revue Ricerche di storia politica éditée par Il Mulino, cet éditeur refuse de publier son essai, L'alternativa liberale : Malagodi e l'opposizione al centrosinistra, soumis par l'auteur depuis 2007, arguant de « motifs internes » et du « marché réduit » de ce type d'ouvrage. Il Giornale voit plutôt dans ce « cas Orsina » un refus de l'éditeur de cautionner l'opposition d'Orsina au centre-gauche,, hypothèse que l'éditeur dément dans un droit de réponse adressé au journal.
En mai 2011, deux jours avant un ballotage pour la municipale de Naples, l'une de ses rubriques, envoyée le 25 puis parue le 26 mai dans Il Mattino, est auparavant considérablement remaniée — à son insu — par un rédacteur tiers afin d'en altérer le sens et la portée initiale au détriment du gouvernement Berlusconi IV,,,
,,. À la suite de cet épisode, Giovanni Orsina décide de mettre fin à toute collaboration avec Il Mattino,.

## Récompense
En 2011, Giovanni Orsina a obtenu le « premio Ernest Hemingway » décerné par la ville de Lignano Sabbiadoro dans la catégorie « essais » pour son ouvrage L'alternativa liberale. Malagodi e l'opposizione al centrosinistra.

## Publications

### Ouvrages
- (it) Giovanni Orsina, La destra dopo Berlusconi. Da Forza Italia alla Terza Repubblica, Venise, Marsilio Editori, 2012, 160 p. (ISBN 978-88-317-1298-9, OCLC 794362198, présentation en ligne)
- (it) Giovanni Orsina, L'alternativa liberale : Malagodi e l'opposizione al centrosinistra, Venise, Marsilio Editori, coll. « Biblioteca Marsilio », 2010, 222 p. (ISBN 978-88-317-0678-0, OCLC 669909225, BNF 42747525)[63],[64],[50]
- (it) Giovanni Orsina, Anticlericalismo e democrazia : Storia del Partito radicale in Italia e a Roma, 1901-1914, Soveria Mannelli, Rubbettino Editore, coll. « Novecento liberale. Fondazione Luigi Einaudi », 2002, 284 p. (ISBN 88-498-0294-3, EAN 9788849802948, OCLC 52449723, BNF 39004615, lire en ligne) [notice BNCF][65]
- (it) Giovanni Orsina, Senza chiesa né classe : il Partito radicale nell'età giolittiana[48], Rome, Carocci Editore (it), 1998, 310 p. (ISBN 88-430-1145-6, EAN 9788843011452, OCLC 40440475, BNF 37217589) [notice BNCF][49],[66],[67]
- (fr) Giovanni Orsina, Le Berlusconisme dans l'histoire de l'Italie, Les Belles-Lettres, 2018.

### Éditeur scientifique
- (it) Giovanni Orsina, Partiti e sistemi di partito in Italia e in Europa nel secondo dopoguerra (a cura di Giovanni Orsina), Soveria Mannelli, Rubbettino Editore (it), coll. « Le ragioni degli storici », 2011, 591 p. (ISBN 978-88-498-2528-2) (OCLC 758439312 et 800827380) [référence SUDOC] [table des matières]
- (it) Giovanni Orsina et Gaetano Quagliariello, La crisi del sistema politico italiano e il sessantotto, Soveria Mannelli, Rubbettino, 2005, 557 p. (ISBN 88-498-0693-0)
- (it) Giovanni Orsina (editore scientifico) et Partito liberale italiano, Il Partito liberale nell'Italia repubblicana : guida alle fonti archivistiche per la storia del Pli : atti dei congressi e consigli nazioni, statuti del Pli, 1922-1992, Soveria Mannelli, Rubbettino, coll. « Strumenti / Fondazione Luigi Einaudi - Roma », 2004, 74 p., 1 vol. ; 24 cm + 1 DVD (ISBN 88-498-0920-4, EAN 9788849809206, OCLC 469689858, BNF 39934321, lire en ligne)
- (it) Giovanni Orsina (dir.), Fare storia politica : il problema dello spazio pubblico nell'età contemporanea, Soveria Mannelli, Rubbettino, 2000, 170 p. (ISBN 88-7284-946-2)[68]
- (it) Giovanni Orsina et Gaetano Quagliariello, La formazione della classe politica in Europa, 1945–1956, Manduria-Bari-Rome, Piero Laicata Editore, coll. « Classe politica », 2000, 828 p., Contient des textes en italien, français, anglais et allemand issus d'un congrès qui s'est tenu à Rome en octobre 1997 (ISBN 88-87280-39-8, EAN 9788887280395, OCLC 44055595, BNF 37725576) [notice BNCF][69]

### Articles dans revues scientifiques et chapitres d'ouvrages
- (en) Giovanni Orsina, « The Republic after Berlusconi: Some reflections on historiography, politics and the political use of history in post-1994 Italy », Modern Italy, vol. 15, no 1,‎ février 2010, p. 77-92 (DOI 10.1080/13532940903488713)[70]
- (de) Giovanni Orsina, Günter Buchstab (dir.), Rudolf Uertz (dir.) et Christian Blasberg (traduction), « Italien », dans Geschichtsbilder in Europa, Fribourg-en-Brisgau, Bâle, Vienne, Konrad-Adenauer-Stiftung e. V. (KAS), Verlag Herder (de), 27 octobre 2009, 320 p. (ISBN 9783451301988, DNB 991570685, présentation en ligne, lire en ligne), p. 155-197 [version *.pdf] [[ table des matières]]
- Giovanni Orsina (professeur associé à l'université Luiss-Guido-Carli[4] de Rome) (trad. Frédéric Attal), « Étudiants et politique en Italie (1945-1968) », Parlement(s) : Revue d'histoire politique, no 8,‎ février 2007, p. 85-102 (résumé) [en ligne sur Cairn-info (page consultée le 17 mars 2013)]
- (it) Giovanni Orsina, « Quando l'Antifascismo sconfisse l'antifascismo. Interpretazioni della resistenza nell'alta cultura antifascista italiana (1955–65) », Ventunesimo secolo, Rome, Luiss edizioni, no 7, anno IV « Memoria della guerra, identità nazionale e consolidamento della democrazia »,‎ mai 2005 (ISSN 1594-3755, lire en ligne) (OCLC 49979352)[71],[12]
- (en) Elena Aga Rossi (it) et Giovanni Orsina, « The United States according to the Italian Communist Press (1945–53) », Telos “Quarterly journal of radical social theory”  (ISSN 0090-6514), New York, no 127,‎ 2004, p. 149-168 (résumé)
- (it) Giovanni Orsina, « Chiudere Tangentopoli: il ritorno alla normalità », Il Mulino: rivista bimestrale di cultura e di politica. Europa, Bologna, Società editrice Il Mulino « osservatorio italiano », no 3,‎ mai-juin 2003, p. 445-456 (ISSN 0027-3120, DOI 10.1402/8976) (OCLC 716455415) [1re page consultable en ligne]
- (it) Bernard Aspinwall, Francesco Traniello, Sergio Belardinelli, Giovanni Orsina et Victor Conzemius, « Discussione su “Lord Acton: il senso di una riscoperta” », Contemporanea : rivista di storia dell'800 e del'900, Bologna, Società editrice Il Mulino « Bersaglio », no 4,‎ 2001, p. 751-780 (ISSN 1127-3070, DOI 10.1409/10170) (OCLC 40591958)
- (it) Giovanni Orsina, « Il dito e la luna. Politica, cultura e società nella storiografia inglese degli anni Novanta », Fare storia politica, Università degli Studi dell'Aquila « Il problema dello spazio pubblico nell'età contemporanea »,‎ 2000, p. 170 [google books] [p. 115]
- (it) Giovanni Orsina, « Rassegne: L'ottocento politico inglese nella storiografia di fine Novecento », Ricerche di storia politica, Bologna, RW, Rivisteweb, la piattaforma italiana per le scienze umane e sociali, Il Mulino, Centro ricerche di Storia politica, vol. 2, fascicolo nº 2,‎ 1999, p. 183-199-200 (ISSN 1120-9526, DOI 10.1412/10476) (OCLC 183232794) (codice CNR : p. 00140151) Questo periodico è registrato nel catalogo ACNP presso il CIB dell'Università di Bologna [notice ACNP] [réf. ACNP]
- (it) Giovanni Orsina (Centro Ricerche Storia Politica), « L'Ottocento politico inglese nella storiografia di fine Novecento », Ricerche di storia politica, Bologna, RW, Rivisteweb, la piattaforma italiana per le scienze umane e sociali, Il Mulino, no 2,‎ mai 1999, p. 183-200 (ISSN 1120-9526, DOI 10.1412/10476) (OCLC 183232794)
- (it) Giovanni Orsina et Paolo Modugno, « L'altra faccia della luna. I rapporti PCI, PCF e Unione Sovietica by Elena Aga-Rossi; Gaetano Quagliariello », Vingtième Siècle. Revue d'histoire, no 59,‎ juillet 1998, p. 198-200 (JSTOR 3770316)
- (it) Gilles Le Béguec, Gaetano Quagliariello, Duncan Tanner (en), « Discussione su “La formazione della classe politica in Italia, Francia e Gran Bretagna, 1945-1956” a cura di Giovanni Orsina », Ricerche di storia politica, Il Mulino, no 1,‎ janvier 1998, p. 73-142 (ISSN 1120-9526, DOI 10.1412/10455)